# 門脇俊一
門脇俊一（かどわき しゅんいち、1913年 - 2006年）は、日本の画家、版画家。「現代の浮世絵師」とも呼ばれる。

## 生い立ち
1913年の6月23日に、香川県三豊郡観音寺（現在の観音寺市八幡町）で門脇百太郎とみねの六男として生まれる。家は代々木材彫を営んでいた。
1994年にフランス国立高等美術学校(パリ)にて開催した個展がきっかけとなって、1995年8月、セントビンセント・グレナディーンから木版画「不動明王」の郵便切手が発行された。